# زمین‌لرزه ۲۰۰۹ سوماترا
زمین‌لرزه سوماترا  در تاریخ ۱۶ اوت ۲۰۰۹ میلادی، برابر با ‎۲۵ مرداد ۱۳۸۸، ساعت ۰۷:۳۸:۲۱٫۷ به زمان یوتی‌سی در اندونزی ، منطقه جزایر منتاوای رخ داد.ژرفای این زلزله ۲۰٫۰ کیلومتر بود. بزرگی آن ۶٫۷ در مقیاس Mw بدست آمده‌است.
پروژهٔ جهانی تنسور گشتاور مرکزوار پارامتر زمان مرکزوار زمین‌لرزه را با اختلاف ۶٫۹ ثانیه نسبت به زمان رخداد اشاره شده در بالا و مختصات مرکزوار را در ۱°۳۴′جنوبی ۹۹°۲۷′شرقی / ۱٫۵۶°جنوبی ۹۹٫۴۵°شرقی محاسبه کرد و همچنین، ژرفا در ۱۲٫۰ کیلومتر ثابت شده‌است. در این محاسبات زاویه‌های (راستا، شیب، ریک) گسل سازندهٔ زمین‌لرزه و صفحه عمود بر آن برابر با (°۱۶۱، °۳۱، ° ۹۲) یا (°۳۳۸، °۵۹، ° ۸۹) حاصل شده‌است.